# Euphrasia eichleri
Euphrasia eichleri är en snyltrotsväxtart som beskrevs av W.R. Barker. Euphrasia eichleri ingår i släktet ögontröster, och familjen snyltrotsväxter. Inga underarter finns listade i Catalogue of Life.